# Badring
Badring, simring eller flytring är en uppblåsbar torusformad flytleksak som används vid bad. Den är vanligtvis tillverkad av plast eller gummi. Den finns i olika färger och storlekar och kan bäras kring midjan vid bad i bassänger och sjöar.